# رياح هابطة

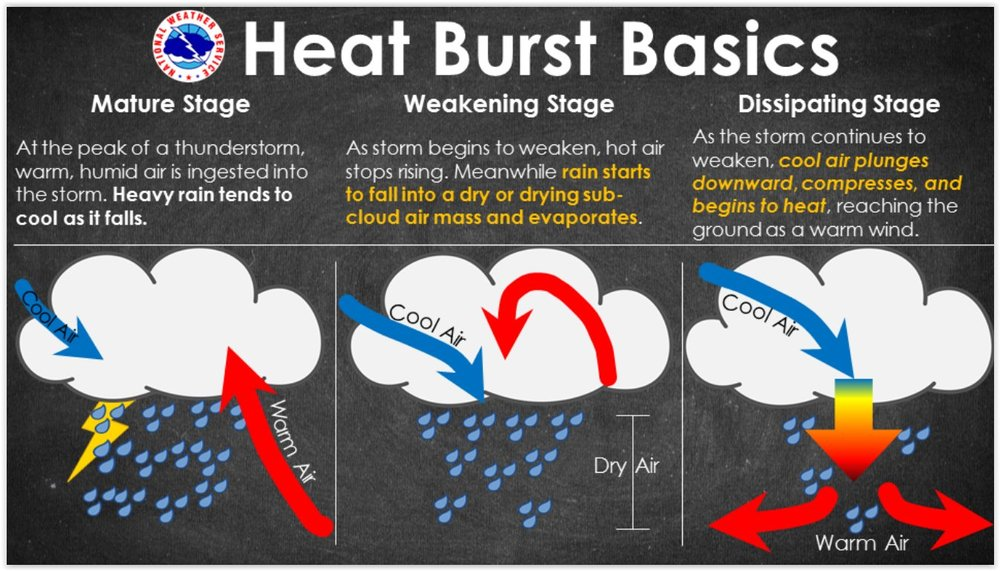
تيارات الرياح التي تشكل موجة حارة، بينها الرياح الهابطة

الرياح الهابطة هي رياح سطحية قوية تنبعث من مصدر علوي وتضرب سطح الأرض بشكل شعاعي، وبخطوط مستقيمة في جميع الاتجاهات.وغالبا ما تكون رياح ضارة، ويكثر الخلط بينها وبين الإعصار الذي تدور فيه الرياح السريعة في منطقة مركزية، ويتحرك الهواء إلى الداخل وإلى أعلى. وأما الرياح الهابطة فهي عكس ذك حيث تتجه الرياح إلى الأسفل ثم إلى الخارج من نقطة الهبوط السطحي.